# Юности первое утро
«Юности первое утро» — советский трёхсерийный телефильм 1979 года киностудии «Таджикфильм» режиссёра Давлатназара Худоназарова.

## Сюжет
По роману Павла Лукницкого «Ниссо» прототипом героини которого является Озода Ташмухамедова.
О судьбе обычной девочки Ниссо из труднодоступного кишлака на Памире, юность которой пришлась на лихие революционные годы.

## В ролях
- Лола Тайгуншоева — Ниссо
- Шамси Хайдаров — Бахтиёр
- Ато Мухамеджанов — Азизхан
- Вадим Яковенко — Саня
- Шерали Абдулкайсов — Карашир
- Асалбек Назриев — Исоф
- Гурминдж Завкибеков — Мирзохур
- Юнус Юсупов — Якуб
- Максуд Иматшоев — Шукурулло
- Бермет Маликова — Турамо
- Савсан Бандишоева — Гульриз
- Назаршо Гульмамадов — Бобоколон
- О. Курбанмамадова — мать Азизхана
- М. Джавариева — Лола
- М. Назаршоева — Бегимо
- Бахтулчамол Карамхудоев — Наврузбек
- Ульфат Мамадшоева — Розиямо, мать Ниссо
- Савринисо Сабзалиева — свидетельница на свадьбе
- Нозукмо Шомансурова — жена Азизхана
- Шерали Пулатов — Маки Хазардод
- Бахадур Миралибеков — эпизод
- Мамадхаким Мамадзахиров — эпизод
- Гульсара Абдуллаева — эпизод
- Севиль Халилова- эпизод

## Критика
Среди экранизаций есть такие удачи, как «Юности первое утро» по роману П. Лукницкого «Ниссо» — совершенная работа, где все компоненты складываются в единое художественное целое. Ниссо — первая роль Лолы Тайгуншоевой, роль трудная даже для актрисы, вооруженной опытом и техникой актерского мастерства. И всё же выбор на эту роль исполнительницы, которая возрастно близка своей героине, в данном случае точен.— Телевидение и радиовещание, 1981